# Drago d'acciaio
Drago d'acciaio (Rapid Fire) è un film del 1992 diretto da Dwight H. Little, con Brandon Lee.

## Trama
Jake Lo è uno studente sino-americano rimasto orfano di padre, agente di polizia morto durante gli scontri di piazza Tiananmen. Involontariamente assiste ad un assassinio tra malviventi dediti al traffico di droga tra Cina e Stati Uniti, gestito da rispettivi boss locali. Messo sotto scorta dall'FBI, si troverà tuttavia minacciato non solo dalla mafia cinese ma anche da agenti corrotti. Ma Jake non teme chi lo minaccia e affronta impavidamente chi lo vuole uccidere, dando sfoggio della sua abilità di combattimento con le arti marziali.

## Distribuzione
Il film è uscito negli Stati Uniti il 21 agosto 1992.